# Fraaie wilgenuil
De fraaie wilgenuil (Nycteola degenerana) is een nachtvlinder uit de familie van de visstaartjes (Nolidae). 

## Beschrijving
De voorvleugellengte bedraagt tussen de 12 en 13 millimeter. De soort kan gemakkelijk verward worden met andere soorten uit het geslacht Nycteola, de variabele eikenuil en de kleine wilgenuil.

## Waardplanten
De fraaie wilgenuil gebruikt wilg als waardplant. De rups is te vinden van mei tot in juni en in juli en augustus. De soort overwintert als imago.

## Ondersoorten en voorkomen
De nominale ondersoort komt voor in Centraal- en Noord-Europa. De ondersoort Nycteola degenerana eurasiatica (Dufay, 1961) is bekend van Oost-Europa tot Oost-Azië. In het zuidwesten van Frankrijk en aangrenzend Spanje komt de ondersoort Nycteola degenerana hesperica (Dufay, 1958) voor.

### In Nederland en België
De fraaie wilgenuil is in Nederland enkele malen als zwerver waargenomen. Uit België is de soort nooit gemeld.